# Đulići
Đulići (cirill betűkkel Ђулићи) egy falu Montenegróban, az Andrijevicai községben.

## Népesség
- 1948-ban 317 lakosa volt.
- 1953-ban 303 lakosa volt.
- 1961-ben 252 lakosa volt.
- 1971-ben 223 lakosa volt.
- 1981-ben 181 lakosa volt.
- 1991-ben 153 lakosa volt
- 2003-ban 130 lakosa volt, akik közül 91 szerb (70%), 34 montenegrói (26,15%).